# MN Волка
MN Волка (лат. MN Lupi) — одиночная переменная звезда в созвездии Волка на расстоянии приблизительно 466 световых лет (около 143 парсеков) от Солнца. Видимая звёздная величина звезды — от +13,88m до +13,8m. Возраст звезды определён как около 20 млн лет.

## Характеристики
MN Волка — красный карлик, эруптивная переменная звезда типа T Тельца (IT) спектрального класса M0, или M2. Масса — около 0,68 солнечной, радиус — около 1,03 солнечного, светимость — около 0,168 солнечной. Эффективная температура — около 3645 K.